# Список бібліотек Гамбурга
У цій статті подано неповний список бібліотек Гамбурга. Також існує Гамбурзьке регіональне управління Німецької бібліотечної асоціації. Каталоги бібліотек Гамбурга можна консультуватися за допомогою пошукової системи Beluga.

## Бібліотеки
- Гамбурзька публічна бібліотека
- Гамбурзька державна та університетська бібліотека
- Університетська бібліотека Університету Гельмута Шмідта
- Університетська бібліотека Технічного університету Гамбурга

## Спеціалізовані бібліотеки
- Бібліотека Німецького митного музею
- Бібліотека гімназії Йоганнеум
- Бібліотека Гамбурзького генеалогічного товариства
- Бібліотека Гамбурзької картинної галереї
- Бібліотека Інституту Ганса Бредо
- Бібліотека Математичного товариства в Гамбурзі
- Бібліотека Інституту іноземного та міжнародного приватного права імені Макса Планка
- Бібліотека Інституту освіти впродовж життя ЮНЕСКО
- Бібліотека Буцеріуса в Музеї мистецтв і ремесел Гамбурга
- Центральна бібліотека для сліпих і Північнонімецька фонотека для сліпих
- Комерційна бібліотека
- Інформаційний центр ГІГА
- Бібліотека Лінга
- Гамбурзька філателістична бібліотека
- Німецька центральна бібліотека економічних наук
- Центральна медична бібліотека
- Бібліотека Медичної асоціації в Гамбурзі
- Північно-Ельбійська церковна бібліотека
- Бібліотека менонітської громади в Гамбурзі та Альтоні

## Колишні бібліотеки
- Бібліотека Гамбурзького собору